# Hethemia pistasciaria
Hethemia pistasciaria är en fjärilsart som beskrevs av Achille Guenée 1857. Hethemia pistasciaria ingår i släktet Hethemia och familjen mätare. Inga underarter finns listade i Catalogue of Life.